# Dora Bouchoucha
Dora Bouchoucha (arabe : درّة بوشوشة), de son nom complet Dora Bouchoucha Fourati, née le 11 octobre 1957, est une universitaire et productrice de cinéma tunisienne.

## Biographie
Après des études supérieures en littérature anglaise à la Sorbonne, elle fonde, en 1995 avec Ibrahim Letaïef, sa société de production, Nomadis Images. À partir de 1997, elle dirige une association qu'elle a créée, Sud Écriture, et qui forme des auteurs africains et arabes.
Mis à part son travail dans la production de films et l'enseignement de la littérature anglaise à l'université, elle initie l'Atelier des projets des Journées cinématographiques de Carthage en 1992. Elle dirige notamment le festival pendant trois sessions, entre 2008 et 2015.
Elle est reconnue pour sa présence régulière dans les festivals du cinéma, en tant que membre de jurys (Berlinale en 2017) ou en tant qu'intervenante dans des débats et tables rondes.
En 2017, elle est élue membre permanente du comité de CineMart rattaché au Festival international du film de Rotterdam. En 2018, elle intègre la Commission des libertés individuelles et de l'égalité qui a pour mission de préparer un projet de réforme conformément aux impératifs de la Constitution tunisienne de 2014 et des standards internationaux des droits de l'homme,. En juin, l'Academy of Motion Picture Arts and Sciences l'invite à faire partie de ses membres,.

## Distinctions
- Grand officier de l'Ordre national du Mérite (Tunisie, 2010)[11] ;
- Commandeur de l'Ordre des Arts et des Lettres (France, 2015)[12] ;
- Officier de l'Ordre de la République tunisienne (Tunisie, 2016)[13],[14] ;
- Prix du meilleur premier film de la Berlinale (Allemagne, 2016)[15] ;
- Désignée par le magazine New African parmi les 100 Africains les plus influents (2017)[16],[17] ;
- Hommage du Festival du film d'El Gouna pour l'ensemble de sa production cinématographique (2018)[18].

## Filmographie

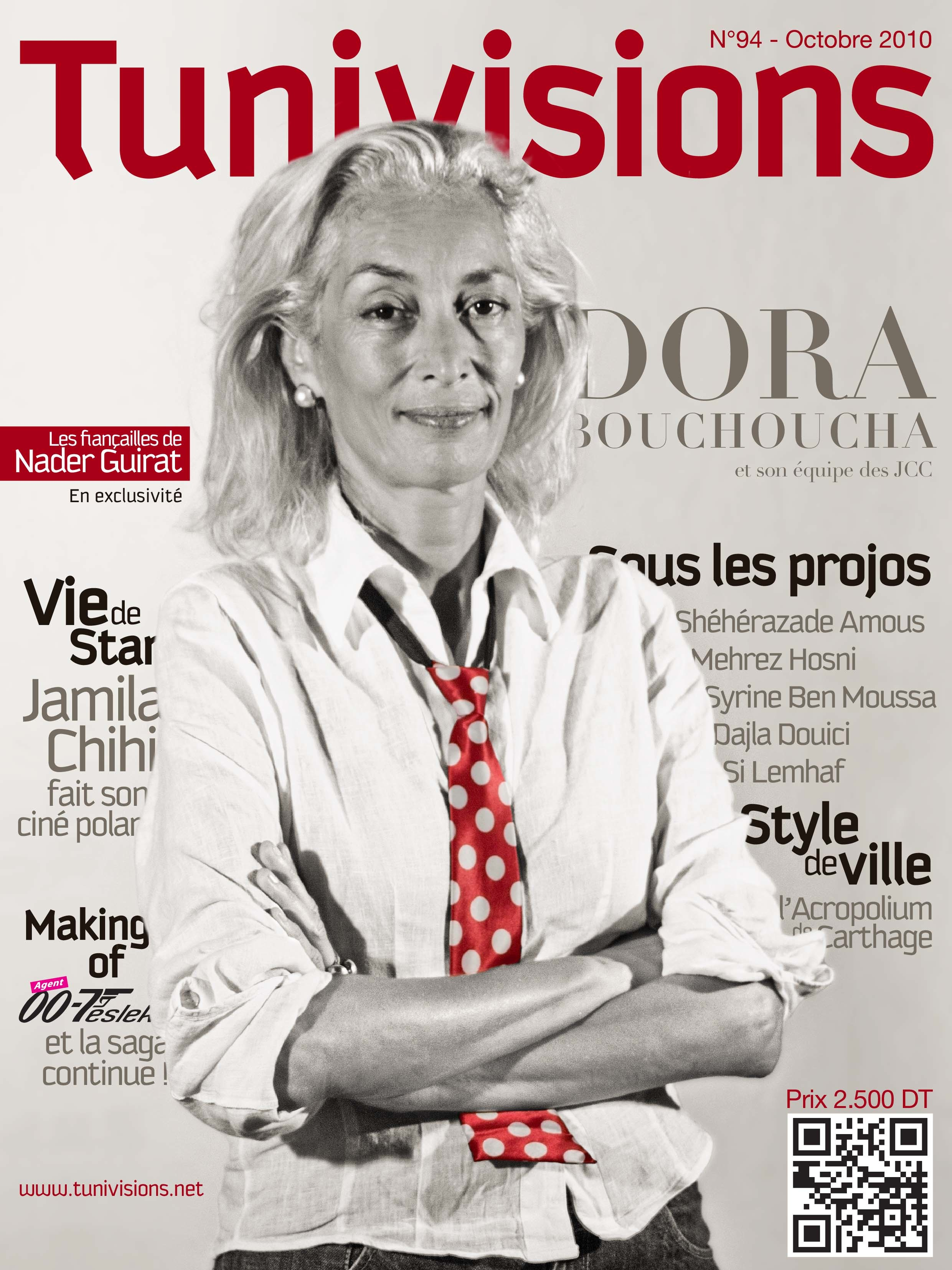
Dora Bouchoucha en couverture de Tunivisions, en octobre 2010.

| Nom du film              | Réalisateur            | Style         | Année |
| ------------------------ | ---------------------- | ------------- | ----- |
| Sabriya                  | Abderrahmane Sissako   | Court métrage | 1997  |
| Demain, je brûle         | Mohamed Ben Smaïl (ar) | Long métrage  | 2000  |
| La Saison des hommes     | Moufida Tlatli         | Long métrage  | 2000  |
| One Evening in July      | Raja Amari             | Court métrage | 2001  |
| Avec tout mon amour      | Amalia Escriva         | Long métrage  | 2001  |
| Satin rouge              | Raja Amari             | Long métrage  | 2002  |
| Le Soleil assassiné      | Abdelkrim Bahloul      | Long métrage  | 2003  |
| Seekers of Oblivion      | Raja Amari             | Documentaire  | 2004  |
| Slaget om Tobruk         | Václav Marhoul         | Long métrage  | 2008  |
| Les Secrets              | Raja Amari             | Long métrage  | 2009  |
| C'était mieux demain     | Hinde Boujemaa         | Long métrage  | 2012  |
| Ouled Ammar              | Nasreddine Ben Maati   | Documentaire  | 2013  |
| Hedi, un vent de liberté | Mohamed Ben Attia      | Long métrage  | 2016  |
| Corps étranger           | Raja Amari             | Long métrage  | 2018  |
| Weldi                    | Mohamed Ben Attia      | Long métrage  | 2018  |

## Vie privée
Dora Bouchoucha est la mère du mannequin Kenza Fourati.